# Anatolikó (ort i Grekland, Västra Makedonien)
Anatolikó är en ort i Grekland.   Den ligger i prefekturen Nomós Kozánis och regionen Västra Makedonien, i den norra delen av landet, 300 km nordväst om huvudstaden Aten. Anatolikó ligger 622 meter över havet och antalet invånare är 959.
Terrängen runt Anatolikó är kuperad åt nordost, men åt sydväst är den platt. Runt Anatolikó är det ganska tätbefolkat, med 93 invånare per kvadratkilometer. Närmaste större samhälle är Ptolemaida, 6,7 km sydväst om Anatolikó. Trakten runt Anatolikó består till största delen av jordbruksmark.